# Petic
Petic je rijeka u Rumunjskoj, lijevi pritok Zăbale. Ulijeva se u Zăbalu kod Năruje. Duljina joj je 12 km, a površina porječja 17 km2.